# Jesús Sanz Montes

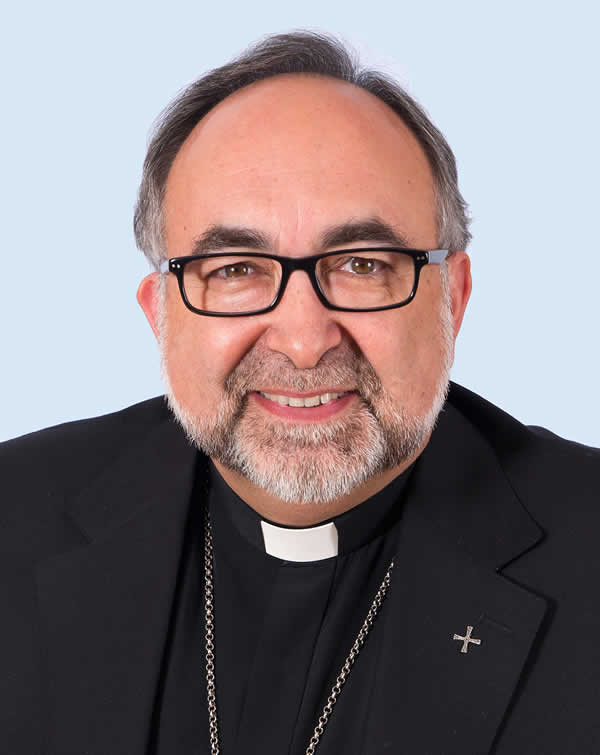
Erzbischof Jesús Sanz Montes

Erzbischofswappen

Jesús Sanz Montes OFM (* 18. Januar 1955 in Madrid) ist ein spanischer Geistlicher und römisch-katholischer Erzbischof von Oviedo.

## Leben
Jesús Sanz Montes trat der Ordensgemeinschaft der Franziskaner bei, legte die Profess am 14. September 1985 ab und empfing am 20. September 1986 die Priesterweihe.
Papst Johannes Paul II. ernannte ihn am 23. Oktober 2003 zum Bischof von Jaca und Bischof von Huesca. Die Bischofsweihe spendete ihm der Erzbischof von Madrid, Antonio María Kardinal Rouco Varela, am 14. Dezember desselben Jahres; Mitkonsekratoren waren Carlos Kardinal Amigo Vallejo, Erzbischof von Sevilla, und Elías Yanes Álvarez, Erzbischof von Saragossa. Als Wahlspruch wählte er Christus Omnia in Omnibus.
Papst Benedikt XVI. ernannte ihn am 21. November 2009 zum Erzbischof von Oviedo. Die Amtseinführung hand am 30. Januar des folgenden Jahres statt.